# Fosse no 2 des mines de Courrières
La fosse no 2 dite Auguste Lavaurs ou fosse de Billy de la Compagnie des mines de Courrières est un ancien charbonnage du Bassin minier du Nord-Pas-de-Calais, situé à Billy-Montigny. À la suite de la découverte de veines au sud de la fosse no 1, et de sondages positifs effectués, la fosse no 2 est commencée en avril 1854. Elle commence à extraire le 1er juillet 1856, et dès 1857, 2 100 hectolitres de houille sont extraits chaque jour. La ligne de Lens à Ostricourt passe dès 1859 au sud de la fosse. Des cités sont bâties à proximité de la fosse, ainsi que les ateliers centraux. Dans les années 1890, la fosse exploite aux profondeurs de 258 et 306 mètres. La fosse no 10 est commencée en 1899 à quelques centaines de mètres au sud-sud-est de la fosse no 2. Elle est très touchée par la Catastrophe de Courrières le samedi 10 mars 1906. Vingt jours après cette catastrophe, treize mineurs remontent à la surface. Le 4 avril, c'est le mineur Berthou qui remonte au jour. La fosse cesse d'extraire en 1939.
La Compagnie des mines de Courrières est nationalisée en 1946, et intègre le Groupe d'Hénin-Liétard. Le puits est comblé en 1948, et l'année suivante, le chevalement métallique et sa machine d'extraction sont démontés et réinstallés sur le puits no 17 de la fosse no 9 - 17.
Les bâtiments de la fosse sont alors conservés avec les ateliers centraux, jusqu'à leur démolition entre 1989 et 1992. Au début du XXIe siècle, Charbonnages de France matérialise la tête de puits no 2. Il subsiste une partie des bâtiments des ateliers centraux, ainsi que les cités.

## La fosse
Trois ans après la mise en service de la fosse no 1, la Compagnie des mines de Courrières décide d'ouvrir une nouvelle fosse sur un gisement plus prometteur.

### Fonçage
La fosse no 2 est commencée en avril 1854. Elle est commencée à Billy-Montigny, à 4 420 mètres au sud-ouest de la première fosse, et à 350 mètres au sud de la route nationale no 43, de Lens à Douai, et à 575 mètres vers l'ouest du clocher de Billy-Montigny. Elle est également nommée fosse de Billy, par opposition à la fosse de Courrières.
L'orifice du puits est situé à l'altitude de 32 mètres ou à 33,19 mètres. Son diamètre est de 3,75 mètres, ou 3,85 mètres. La tête des eaux est atteinte à la profondeur de 6,50 mètres. Le passage du niveau présente de sérieuses difficultés, puis il a été ensuite passé sans difficultés à l'aide de pompes. Le cuvelage est en bois. Le terrain houiller est atteint à la profondeur de 144,70 mètres,146 mètres ou 150 mètres.
La fosse est baptisée en l'honneur d'Auguste Lavaurs.

### Exploitation
La fosse entre en exploitation le 1er juillet 1856. Elle exploite des houilles contenant de 34 à 40 % de matières volatiles. L'exploitation devient très vite importante, puisque la fosse extrait 2 100 hectolitres par jour dès 1857. La ligne de Lens à Ostricourt est située juste au sud de la fosse.

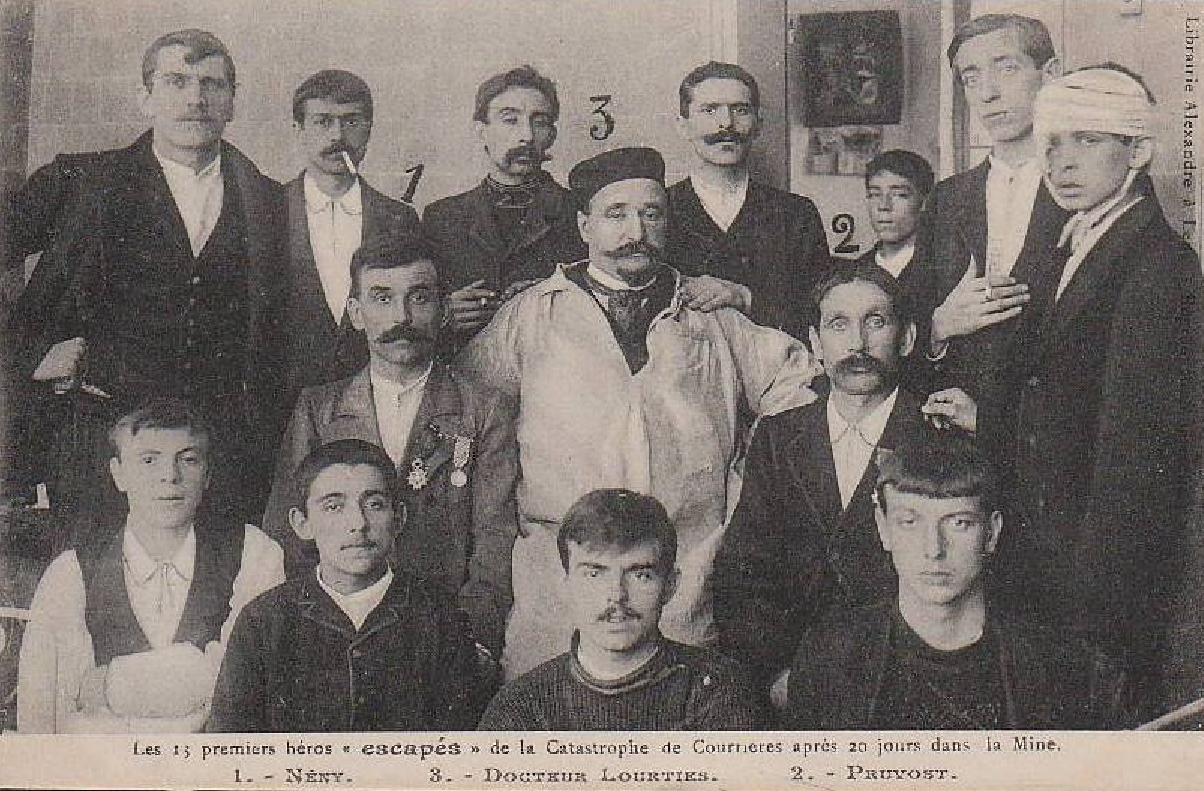
Les treize premiers rescapés avec le docteur Lourties.

Dans les années 1890, le puits est profond de 328 mètres. Les accrochages sont établis à 167, 193, 213, 237, 258 et 306 mètres de profondeur, mais seuls les deux derniers sont en activité. La fosse no 10 est commencée en 1899 à 442 mètres au sud-sud-est de la fosse no 2, de l'autre côté de la ligne de Lens à Ostricourt.
La fosse est touchée le samedi 10 mars 1906 par la Catastrophe de Courrières, qui a causé la mort de 1 099 personnes. Un énorme dégagement de gaz sort du puits no 2. Sur 517 mineurs descendus, 164 ne répondent pas à l'appel. Les funérailles ont lieu le 13 mars. Le 30 mars, vers sept heures, treize mineurs sortent du puits no 2 après avoir recherché l'accès vers le puits pendant vingt jours. Le 4 avril, c'est le mineur Berthon qui sort du puits. Il s'ensuit de longues grèves qui paralysent tout le bassin, à l'exception de la Compagnie des mines de Bruay. La fosse est détruite durant la Première Guerre mondiale.
La fosse cesse d'extraire en 1939, après avoir remonté 12 197 532 tonnes de charbon gras.
La Compagnie des mines de Courrières est nationalisée en 1946, et intègre le Groupe d'Hénin-Liétard. Le puits no 2 est remblayé en 1948. Le chevalement métallique et sa machine d'extraction sont démontés en 1949 et réinstallés sur le puits no 17 de la fosse no 9 - 17, sise à Harnes.

### Reconversion
Les bâtiments de la fosse no 2 ont été conservés avec ceux des ateliers centraux, puis ils sont détruits entre 1989 et 1992, il ne reste rien de la fosse. Au début du XXIe siècle, Charbonnages de France matérialise la tête de puits no 1. Le BRGM y effectue des inspections chaque année.

## Les ateliers centraux

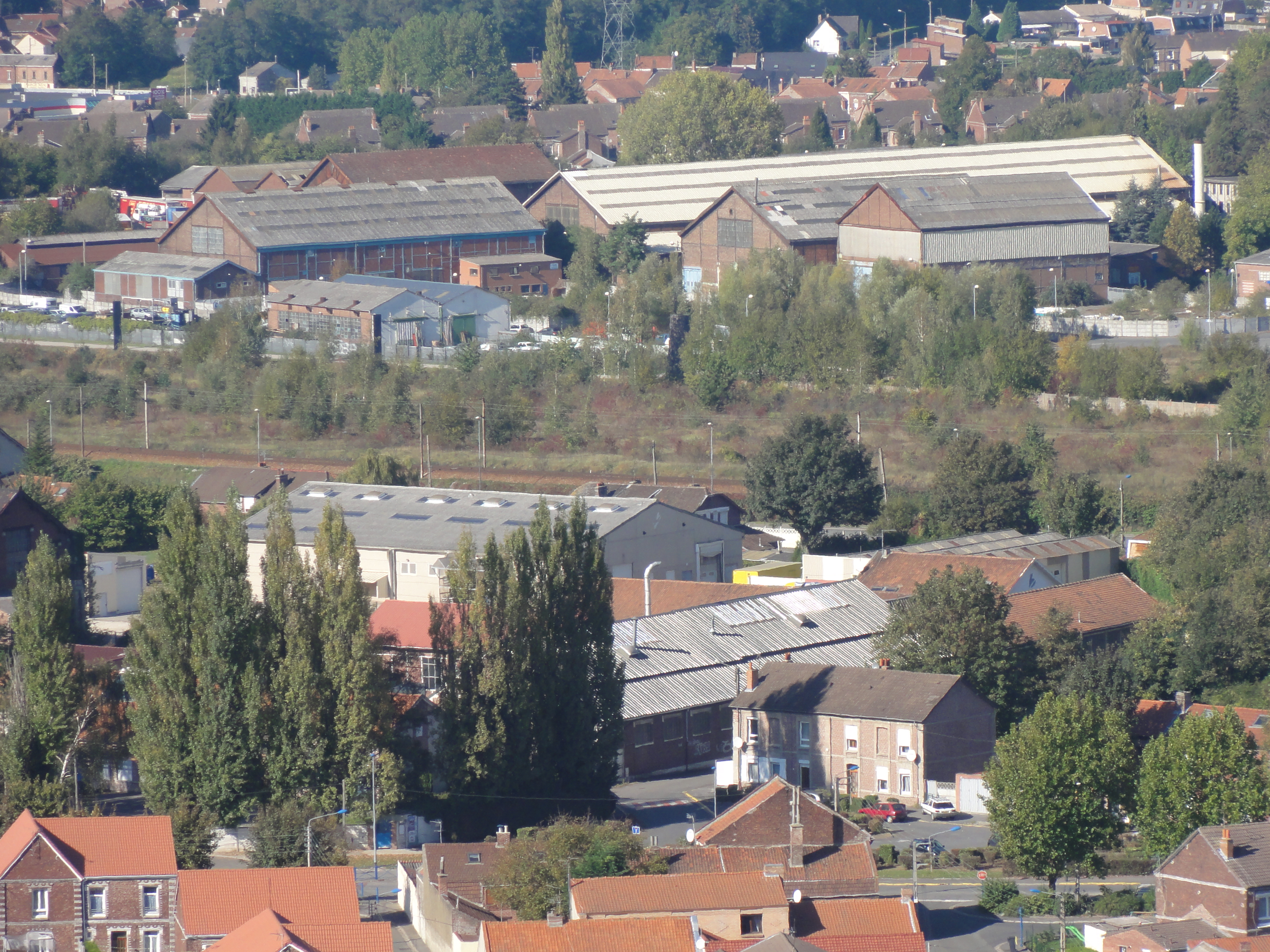
Les ateliers centraux.

La Compagnie des mines de Courrières a construit ses ateliers centraux à côté de la fosse no 2.

## Les cités
Des cités ont été bâties à proximité de la fosse.